# Mariana Efstratiou
Maria-Anastasia Efstratiou (en grec: Μαρία-Αναστασία Ευστρατίου), més coneguda com a Marianna Efstratiou (Μαριάννα Ευστρατίου; Atenas, 17 d'abril de 1955), és una cantant grega, coneguda per haver participat en el Festival de Eurovisió dues vegades: 1989 i 1996.

## Carrera
Nascuda a la ciutat d'Atenes, Efstratiou va començar la seva carrera al 1987 quan va participar com a corista per a la delegació del seu país en el Festival de la Cançó d'Eurovisió, del grup Bang amb la cançó "Stop".
Al 1989, Marianna va formar part del procés de selecció del representant de Grècia en el Festival d'Eurovisió, dut a terme el 31 de març. En aquest concurs, transmès per la cadena televisiva ERT van participar també Anna Vissi, Mando i Michalis Rakintzis, els quals acabarien participant en Eurovisió en diferents ocasions. La seva cançó, "To diko sou asteri" (en grec: "Το δικό σου αστέρι" i traduït com: "La teva pròpia estrella"), s'alçaria amb la victòria. A Lausana la cançó va aconseguir reunir 56 punts i quedar en el 9è lloc d'entre 22 participants.
Al 1996, es repetiria la història, la radiodifusora pública de Grècia, ERT, va triar internament a Efstratiou com la següent representant del país hel·lènic en el Festival d'Eurovisió. La cançó triada, "Emis Forame To Himona Anixiatika" (en grec: "Εμείς φοράμε το χειμώνα ανοιξιάτικα" i traduïda com "Usem roba de primavera en temps d'hivern") va superar una preselecció no televisada i organitzada per la UER per reduir el nombre de països al festival. A Oslo la cançó va aconseguir 36 punts i la 14a plaça.
Posteriorment, va continuar participant en les finals nacionals del seu país però sense obtenir resultats favorables.
Ha treballat també amb el compositor grec Mimis Plessas i ha publicat dos àlbums d'estudi. D'altra banda, ha participat en obres teatrals com ara Pornography de l'artista Mános Hatzidákis.
En l'actualitat, s'exerceix com la veu principal del conjunt de jazz Nova Mood.

## Discografia
Àlbums d'estudi
- Kathe telos einai mia arhi (Κάθε τέλος είναι μια αρχή) (1989)
- Gir apo esena (Γύρω από εσένα) (1993)

Senzills
- "I Miss You" (1984)
- "Talk About Love" (1985)
- "To diko sou asteri" ("Το δικό σου αστέρι") (1989)
- "Emis Forame To Himona Anixiatika" ("Εμείς φοράμε το χειμώνα ανοιξιάτικα") (1996)